# Miami, Missouri
Miami är en ort i Saline County i Missouri. Vid 2010 års folkräkning hade Miami 175 invånare.